# Brühl (Renania del Norte-Westfalia)
Brühl es una ciudad alemana, ubicada en Renania del Norte-Westfalia, entre las localidades de Bonn y Colonia, en la importante región industrial conocida como Rin-Ruhr, una de las más importantes del país demográficamente. Su población es cercana a los 50.000 habitantes (44.768 en 2015).
Es conocida por albergar el parque temático Phantasialand.

## Historia
Importante villa del Electorado de Colonia, fue incendiada por las tropas calvinistas de Hesse-Kassel en 1647 durante la guerra de los Treinta Años. Fue ocupada por las tropas francesas en 1688 iniciándose un asedio de las tropas imperiales que tomaron la ciudad en agosto de 1689, resultando destruido el castillo y su fortaleza. En 1725 Clemente Augusto de Baviera inició la reconstrucción de un nuevo palacio.

## Barrios
Habitantes por barrio (según censo del 31 de diciembre de 2015):
- Distrito Financiero: 23 316
- Badorf: 6 157
- Heide: 1 449
- Kierberg: 4 321
- Pingsdorf: 4 856
- Schwadorf: 1 666
- Vochem: 4 982
- Total: 44 768

## Religiones

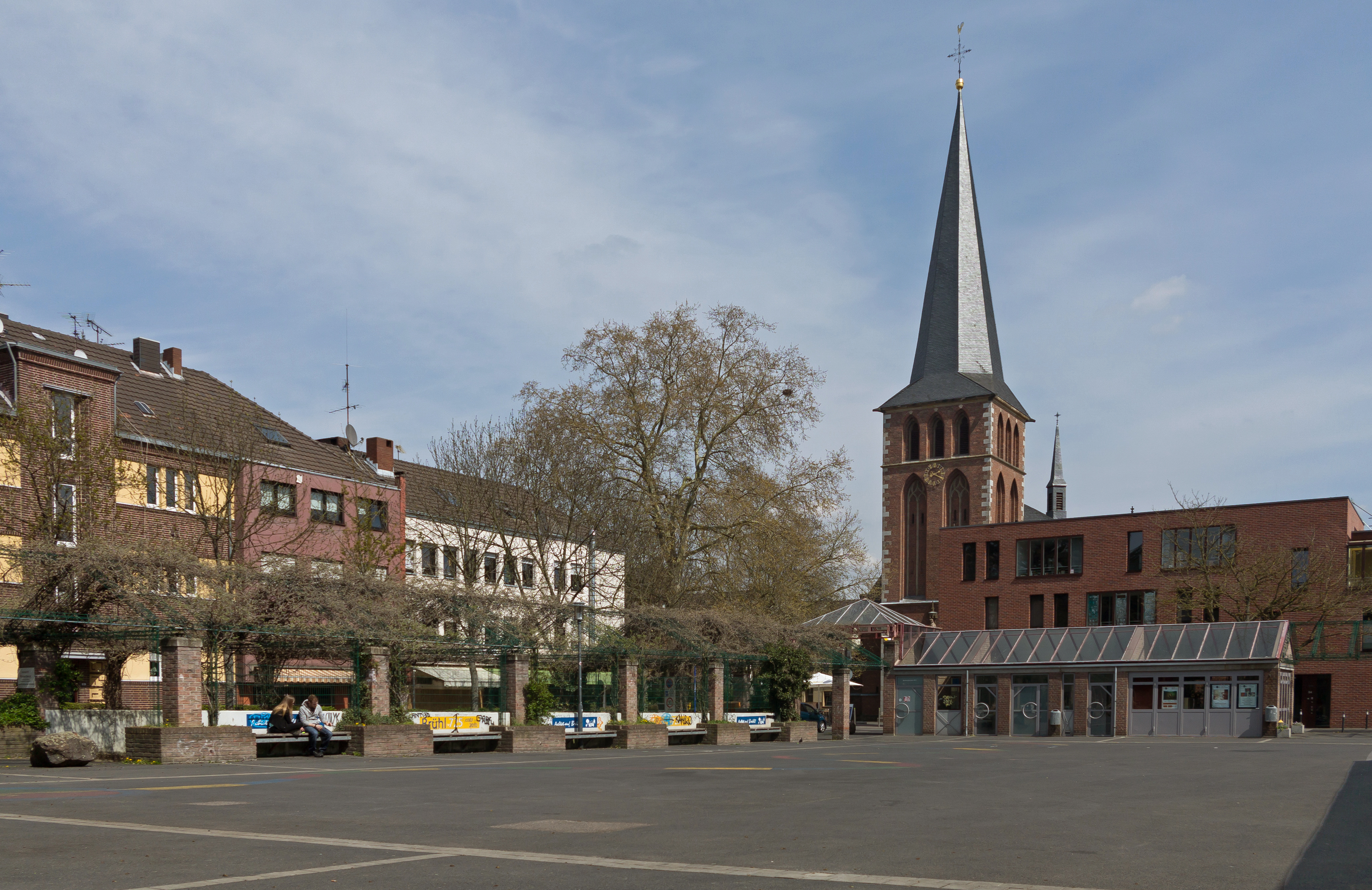
La iglesia: Pfarrkirche Sankt Margareta

Brühl es una ciudad con una población mayoritariamente católica y en la que históricamente, desde el año 1285, también había una importante comunidad judía, que desapareció tras la Segunda Guerra Mundial y parte de la cual formaba el artista Max Ernst.

## Personajes ilustres
- August Toepler (1836-1912), físico.
- Max Ernst (1891-1976), pintor vanguardista.